# Danny Wallace
Daniel Frederick Wallace (Dundee, 16 novembre 1976) è un regista, comico, autore televisivo e conduttore radio-televisivo britannico.

## Biografia
Nato in Scozia, ma cresciuto in Inghilterra, per la precisione nelle cittadine di Loughborough e Bath, Wallace ha cominciato a scrivere recensioni per una rivista di videogame già all'età di 13 anni. Compiuta la maggiore età, si è dedicato a opere umoristiche, pubblicate soprattutto nella rivista Comedy Review. In seguito, si è specializzato in produzioni radiofoniche all'Università di Westminster.
A 22 anni, Wallace ha iniziato a lavorare per la BBC, facendo parte del gruppo di sceneggiatori che ideò fortunate serie televisive quali Dead Ringers, The Mighty Boosh e Ross Noble Goes Global. In qualità di giornalista, Wallace ha lavorato per importanti testate quali The Guardian e The Independent, e successivamente ha iniziato a scrivere per il settimanale Shortlist e a tenere un blog sul sito www.doyoutravel.com.

## Lavori

### Libri
Come autore e coautore, Wallace ha pubblicato alcuni libri: Are You Dave Gorman (2002), Join Me (2004), Random Acts of Kindness: 365 Ways to Make the World a Nicer Place (2004), Yes Man (2006) e Friends Like These (2008), La ragazza di Charlotte Street (2012), Copia-e-incolla (2014).
Di questi scritti i più noti al grande pubblico sono Yes Man, anche grazie alla trasposizione cinematografica ad opera della Warner Bros. con Jim Carrey nei panni del protagonista, e La ragazza di Charlotte Street.

### Televisione
Wallace ha iniziato la sua carriera di conduttore televisivo nel 2004, e nel 2005 ha presentato un documentario comico intitolato How to Start Your Own Country, in cui fingeva di fondare un microstato chiamato Lovely nel suo appartamento a Londra. Nell'agosto dello stesso anno ha condotto insieme a Davina McCall lo spettacolo del sabato sera trasmesso su BBC One intitolato He's Having a Baby.
Tra il 2006 e il 2007 ha presentato per la BBC il quiz School's Out, in cui alcune celebrità venivano sottoposte a quesiti incentrati su temi che avevano studiato ai tempi della scuola. Wallace ha presentato anche alcuni spettacoli per la tv satellitare Sky (tra cui Conspiracies..., Secrets of the CIA e Danny Wallace's Hoax Files) e non si è fatto nemmeno mancare la conduzione di un reality show: l'edizione del 2007 di Castaway, trasmessa in diretta su BBC One.

### Altri lavori
Wallace è stato tra gli ideatori e attori delle candid camera trasmesse nello show World Shut Your Mouth, inoltre nel 2006 ha recitato un cameo in The IT Crowd, una sitcom trasmessa da Channel 4.
Tutti i sabato mattina, tra il febbraio e l'ottobre del 2008, Wallace ha condotto un programma radiofonico sulla stazione radio Xfm London, mentre successivamente ha registrato un nuovo programma radiofonico per la BBC, intitolato New World Order, e ha girato l'episodio pilota per il suo nuovo spettacolo televisivo, Mezmerized, incentrato sul tema dell'ipnotismo.

## Doppiaggio

### Videogiochi
- Assassin's Creed II - Shaun Hastings
- Assassin's Creed: Brotherhood - Shaun Hastings
- Assassin's Creed: Revelations - Shaun Hastings
- Assassin's Creed III - Shaun Hastings

## Curiosità
- Wallace è sposato e sua moglie ha partecipato alla produzione della settima edizione inglese del reality show Grande Fratello.
- Il personaggio Shaun Hastings della saga videoludica Assassin's Creed è stato creato con le sue fattezze estetiche; inoltre Wallace è anche il doppiatore del personaggio.